# موش درختی دم‌مدادی بزرگ
موش درختی دم‌مدادی بزرگ (نام علمی: Chiropodomys major) نام یک گونه از تیره موشان است.